# Taenaris monops
Taenaris monops är en fjärilsart som beskrevs av Hans Fruhstorfer 1905. Taenaris monops ingår i släktet Taenaris och familjen praktfjärilar. Inga underarter finns listade i Catalogue of Life.